# 萬水千山總是情 (歌曲)
《萬水千山總是情》是香港歌手汪明荃演唱的粵語流行歌曲，由顧嘉煇作曲、編曲，鄧偉雄填詞。歌曲收錄在同名專輯《萬水千山總是情》，同時也是無綫電視民初劇《萬水千山總是情》的主題曲。

## 創作簡介
據跟鄧偉雄同期的無綫御用填詞人黃霑所述，《萬水千山總是情》先有主題曲，才商議劇集的名稱和主題。鄧偉雄以「既有氣勢又模稜兩可」，以及長篇電視劇的主題向來都是「情」這兩個方向起了歌名「萬水千山總是情」，獲監製王天林和宣傳部贊同及拍板。
有評論人指歌詞表達了正面的人生態度、對人間情愛的頌揚等，用詞遣句亦富古典詩詞的味道 。
歌曲以D大調寫成，另作F大調。一作4/4節拍，一作2/4節拍。
有論者認為此曲自前奏後以弱起為始，樂句不按小節線為劃分，所以跟傳統的4/4節拍不同。此外，歌曲採用了鄉村音樂的節奏組；而曲式結構為A1-A2-B-A2，作曲家李遇秋認為B段與A段對比小；《中外通俗歌曲鑑賞辭典》的應昆卻認為「旋律加入新的材料……構成了全曲的高潮」。結尾的A2段則起首尾呼應的作用。

## 反響
因詞曲輕快易唱，以及電視劇的熱播，歌曲在中國內地流傳甚廣，成為汪明荃登台必唱的曲目，比同劇標榜愛國主題的插曲《勇敢的中國人》更為流行——後者因「衝開黑暗」一句被政府列為禁歌。在香港則曾登上一周香港電台中文歌曲龍虎榜的冠軍，以及獲得1983年首季勁歌金曲優秀選歌曲獎；但沒有像《勇敢的中國人》般在年度樂壇頒獎禮得到獎項。
1990年，無綫電視節目《歡樂今宵》的特備環節「中銀與你共創香港新里程」中，汪明荃曾在節目中把此歌曲以歌名《衝天幹勁新標誌》翻唱，歌詞由鄭國江填詞。
2010年，此曲躋身國際華語音樂聯盟評選的「華語金曲獎：30年30歌」。
顧嘉煇逝世後，填詞人黃偉文評論他在一家主流而保守的電視台，將鄉村音樂用作民初劇集的主題曲，是大膽之舉。